# Takefumi Toma
Takefumi Toma (jap. 當間 建文 Toma Takefumi; ur. 21 marca 1989) – japoński piłkarz występujący na pozycji obrońcy. Obecnie występuje w Matsumoto Yamaga FC.

## Kariera klubowa
Od 2007 roku występował w klubach Kashima Antlers, Tochigi SC, Montedio Yamagata i Matsumoto Yamaga FC.